# Edmond Bazire

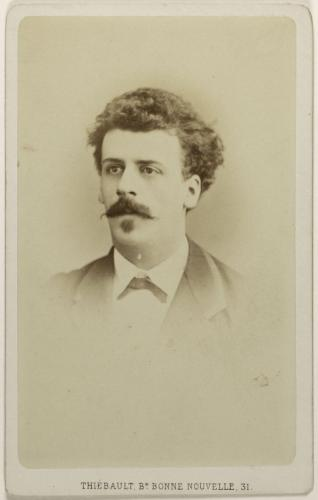
Edmond Bazire (Fotografie von Bacard fils)

Edmond Bazire (geboren am 9. Februar 1846 in Rouen; gestorben am 29. Juni 1892 in Paris) war ein französischer Journalist und Schriftsteller.

## Leben
Bazire kam 1869 von Rouen nach Paris und arbeitete als Journalist zunächst für die Zeitung La Réforme. Darüber hinaus gehörte er von Anbeginn zu den Autoren der 1869 gegründete Zeitung La Marsaillaise. Am 8. Februar 1870 wurde Bazire festgenommen und zu sechs Monaten Haft verurteilt, nachdem er im Jardin des Tuileries in Gegenwart des dort anwesenden Kaisers Napoleon III. Vive la République (Es lebe die Republik) ausgerufen hatte. Während der Belagerung von Paris im Deutsch-Französischen Krieg und der Pariser Kommune blieb Bazire in der französischen Hauptstadt. Danach befürchtete er, als Anhänger der Kommune in Frankreich politisch verfolgt zu werden, und begab sich im Frühjahr 1871 ins Ausland, wo er sich zunächst in der Schweiz und in Italien aufhielt. Anschließend ließ er sich in Österreich nieder und arbeitete in Wien für die dort erscheinende französischsprachige Zeitung Le Danube. In Brüssel veröffentlichte er 1876 die Komödie La Bercuse. 1877 kehrte er nach Frankreich zurück und arbeitete in der Folgezeit für Pariser Zeitungen wie L’Homme libre, Le Rappel und L’Intransigeant. Neben politischen Artikeln schrieb er unter dem Pseudonym Edmond Jacques auch Kunstkritiken. Zudem veröffentlichte er unter verschiedenen anderen Pseudonymen mehrere Gedichte. Darüber hinaus schrieb er Biografien über Henri Rochefort und seinen Freund Édouard Manet.

## Werke (Auswahl)
- Une Conspiration en 1868, Armand, Paris 1868.
- La berceuse; comédie en un acte et en vers, Blanche, Brüssel 1876.
- Henri Rochefort, Quantin, Paris 1883.
- Manet, illustrations d'après les originaux et gravures de Guérard, Quantin, Paris 1884.
- Charbons ardents, Calmann Lévy, Paris 1889.